# Grönsö (manzana)
Grönsö es el nombre de una variedad cultivar de manzano (Malus domestica). 
Un híbrido de manzana, variedad antigua de la herencia originaria de Suecia en el parque de castillo Grönsö. Las frutas son de tamaño mediano la carne que está suelta tiene un sabor agrio y jugoso. Adecuado su cultivo en Suecia en la zona de rusticidad delimitada por el departamento USDA, de nivel 1 a 3.

## Historia
Esta variedad lleva el nombre de la famosa finca Grönsöö de Mälaren en Uppland (Suecia).
Alexandra Smirnoff, fue quien la describió en el "Periódico de los Horticultores" en 1901, dijo que la variedad se originó allí de una plántula casual de semilla (En el jardín había un árbol muy viejo con un tronco grueso que se pensaba que era el árbol madre). Gustaf Lind incluyó la variedad en su pomología de 1920-25, escribió sobre el árbol que todavía estaba vivo allí en ese momento y que pensó que había surgido de una semilla de una variedad desconocida.
En apariencia, el fruto tiene características de 'Åkerö' y 'Transparente Blanche', por lo que se pensó que era un cruce entre las dos variedades. 'Grönsö' es una manzana muy hermosa y se notó en exposiciones a principios del siglo XX, pero como no podía afianzarse en términos de su sabor, nunca se cultivó a gran escala. Ahora solo queda un árbol antiguo de la herencia. Su descripción está incluida en la relación de manzanas cultivadas en Suecia en el libro "Äpplen i Sverige : 240 äppelsorter i text och bild."-(Manzanas en Suecia: 240 variedades de manzanas en texto e imagen).

## Características
'Grönsö' es un árbol de un vigor fuerte. Tiene un tiempo de floración que comienza a partir del 28 de abril con el 10% de floración, para el 4 de mayo tiene una floración completa (80%), y para el 11 de mayo tiene un 90% caída de pétalos.
'Grönsö' tiene una talla de fruto mediano; forma redondeada, ligeramente cónica, con el contorno regular; con nervaduras débiles, y corona ligera; piel fina y ligeramente brillante, además de grasa, epidermis con color de fondo es amarillo verdoso, con un sobre color rosado intenso, importancia del sobre color bajo (25-35%) localizado en la zona expuesta al sol, y patrón del sobre color chapa / rayas discontinuas, lenticelas de tamaño pequeño, ruginoso-"russeting" (pardeamiento áspero superficial que presentan algunas variedades) muy bajo; cáliz es pequeño y cerrado, enclavado en una cuenca estrecha y poco profunda con ligero ruginoso-"russeting" en su pared; pedúnculo es de longitud medio y de calibre medio, enclavado en una cuenca media con ligero ruginoso-"russeting" en su pared; carne de color blanco amarillento, pulpa con textura suelta, jugosa y ligeramente agria.
La manzana madura en septiembre, y luego se puede almacenar durante aproximadamente un mes.

## Usos
Una buena manzana para comer fresca en postre de mesa, y por su sabor agrio esta manzana podría tener aplicación en la elaboración de sidra.

## Ploidismo
Diploide, polen auto estéril, para su polinización necesita variedad de manzana con polen compatible.

## Susceptibilidades
Presenta cierta resistencia a la sarna del manzano y al mildiu.